# 拉加里什 (佩纳菲耶尔)
拉加里什是葡萄牙波尔图区的一个堂区。总面积10.92平方公里，总人口2463人，人口密度225.5人/平方公里。